# ميخائيل هاريس (سياسي)
ميخائيل هاريس هو سياسي كندي، ولد في 10 مايو 1979 في كندا. حزبياً، نشط في حزب أونتاريو المحافظ التقدمي. وقد انتخب عضو برلمان مقاطعة أونتاريو عن دائرة Kitchener—Conestoga (provincial electoral district) ‏ (6 أكتوبر 2011 – ).

## وصلات خارجية
- الموقع الرسمي